# Jarino (rejon karagajski)
Jarino (ros. Ярино) – wieś (dieriewnia) w Rosji, w Kraju Permskim, w rejonie karagajskim. W 2010 liczyła 350 mieszkańców.